# Joseph Broussard

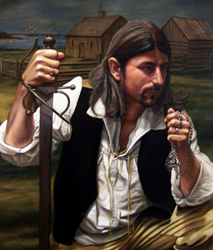

Joseph Broussard, talvolta Brossard, detto Beausoleil (Port-Royal, 1702 – St. Martinville, 1765), è stato un patriota canadese, a capo della resistenza della valle del fiume Petitcodiac durante la deportazione dei Cajun.

## Biografia
Joseph Brossard nacque a Port-Royal da Jean-François Brossard e Catherine Richard. Nel settembre 1725, a Annapolis Royal, Joseph Brossard sposò Agnès Thibodeau, figlia di Michel Thibodeau (Tibaudeau) e di Agnès Dugas. Alcuni anni dopo, Joseph si trasferì a Chipoudy col fratello Alexandre. Joseph ebbe molti problemi con la giustizia. Nel 1724, dovette presentarsi al consiglio di Annapolis per aver maltrattato un altro Cajun. Nel 1726 fu accusato di avere un figlio illegittimo. Negò l'accusa ma fu imprigionato per qualche tempo per aver rifiutato di pagare una pensione per il ragazzo.
Joseph Brossard andò in Cran verso il 1740. Diede man forte alle truppe di Nicolas-Antoine Coulon de Villiers durante la battaglia del Grand-Pré, nel 1747. Il 21 ottobre dello stesso anno Joseph Brossard e 11 altre persone furono dichiarati fuorilegge da William Shirley, governatore del Massachusetts, per aver ridato vita alle forze francesi.

### Guerra dei sette anni
Durante la guerra dei sette anni, Joseph Brossard, seguito dai suoi quattro figli e da una parte della popolazione cajun dell'istmo di Chignectou, condusse una guerriglia contro le truppe britanniche della regione. Nel 1755 gli Inglesi assediarono il fort Beauséjour. Brossard catturò un ufficiale inglese e, con solo sessanta uomini, attaccò vittoriosamente il campo inglese. Munito di salvacondotto, incontrò il luogotenente Robert Monckton per trattare la resa in cambio dell'amnistia. L'accordo fu accettato.
Durante la deportazione dei Cajun, Joseph Brossard si rifugiò con la famiglia nella foresta. Si alleò probabilmente con Charles Deschamps de Boishébert et de Raffetot e altri capi di famiglia per combattere gli Inglesi nella battaglia di Petitcoudiac, nel settembre 1755. Poco tempo dopo Joseph Brossard, su ordine del governatore, armò una piccola nave corsara e riuscì a catturare alcune navi inglesi nella Baia di Fundy. Probabilmente durante il raid di George Scott, a novembre 1758, fu ferito a un piede e perciò costretto a nascondersi. I Cajun continuarono a resistere fino al 1761. A novembre dello stesso anno, Joseph era ridotto alla fame e dovette arrendersi, con la sua famiglia e altri resistenti.

## Eredità
- La città di Broussard, in Louisiana, prende il nome in suo onore.
- I gruppi musicali Beausoleil-Broussard e BeauSoleil prendono il nome in suo onore.
- Beausoleil è un progetto di fusione della penisola cajun in una sola città di 50 000 abitanti, il cui capoluogo sarebbe situato a Pokemouche.

| Controllo di autorità | VIAF (EN) 70747007 · ISNI (EN) 0000 0000 3434 1832 · LCCN (EN) n2002024749 |